# محمد علي نزاد
محمد علي نزاد (بالفارسية: محمد علینژاد) هو لاعب كرة قدم إيراني يلعب في نادي سباهان أصفهان.

## روابط خارجية
- محمد علي نزاد على موقع قاعدة بيانات كرة القدم.إي يو (الإنجليزية)